# Ах (мини-альбом)
«Ах» — мини-альбом российской рок-певицы Земфиры, изданный в цифровом формате 28 июля 2021 года без предварительного анонсирования.

## Список композиций
Слова и музыка всех песен — Земфиры Рамазановой.
| №                   | Название            | Длительность |
| ------------------- | ------------------- | ------------ |
| 1.                  | «Ах»                | 3:57         |
| 2.                  | «Почта»             | 3:51         |
| 3.                  | «Мелодрама»         | 4:03         |
| 4.                  | «Гудбай»            | 4:23         |
| Общая длительность: | Общая длительность: | 16:14        |

## Участники записи
- Земфира Рамазанова — музыка, слова, вокал, продюсирование;
- Дмитрий Емельянов — клавиши, акустическая гитара, гитара (дорожки 2, 3) бас (дорожки 1, 3), программинг, продакшн;
- Дмитрий Павлов — гитара (дорожки 1, 4), бас (дорожка 2);
- Александр Зингер — барабаны (дорожка 1);
- Steven Weston — сведение;
- Matt Colton — мастеринг;
- Рената Литвинова — фото;
- Rampaju — постпродакшн;
- Tsu_Kato — дизайн.

## Награды и номинации
| Год  | Награда                                               | Номинированная работа | Категория                             | Результат |
| ---- | ----------------------------------------------------- | --------------------- | ------------------------------------- | --------- |
| 2021 | Российская национальная музыкальная премия «Виктория» | «Почта»               | Лучшая рок-группа или рок-исполнитель | Победа    |